# شركة الحمادي للتنمية والاستثمار
شركة الحمادي للتنمية والإستثمار (المعروفة باسم: الحمادي) هي شركة مساهمة عامة سعودية مدرجة في السوق المالية السعودية (تداول). تعمل في قطاع الرعاية الصحية. يقع مقرها الرئيسي في الرياض، المملكة العربية السعودية، وقد تم تأسيسها في 11 مايو 1985م.

## النشاط
يتمثل نشاط الشركة في إقامة وصيانة وإدارة وتشغيل المستشفيات والمراكز الطبية، تجارة الجملة والتجزئة في المعدات الطبية، تجارة الجملة والتجزئة في المواد الغذائية، شراء واستئجار الأراضي لاقامة مباني عليها واستثمارها بالبيع أو الإيجار لصالح الشركة، إنشاء أو المشاركة في اقامة المشاريع الصناعية المختلفة، واقامة وإنشاء المراكز التجارية وتشغيلها وصيانتها وأعمال المقاولات والمباني وصيانتها.

## التاريخ
تأسست الشركة في عام 1985م كمؤسسة فردية باسم مستشفى الحمادي، وبتاريخ 25-01-1425هـ الموافق 16-03-2004م تحولت مستشفى الحمادي إلى شركة ذات مسئولية محدودة تحت مسمى شركة مستشفى الحمادي. وفي عام 2008م وبناءً على قرار الشركاء في شركة مستشفى الحمادي بتاريخ 13-06-1429هـ الموافق 17-06-2008م وبموجب القرار الوزاري رقم (316/ق) بتاريخ 16-09-1429هـ الموافق 16-09-2008م تم تحويل شركة مستشفى الحمادي إلى شركة مساهمة سعودية مقفلة وتعديل الاسم ليصبح شركة الحمادي للتنمية والاستثمار وتم قيدها بالسجل التجاري في مدينة الرياض برقم 1010196714 وتاريخ 23-02-1425هـ الموافق 13-04-2004م. بتاريخ 20-07-1435هـ الموافق 19-05-2014م حصلت الشركة على موافقة هيئة السوق المالية على زيادة رأسمال الشركة ليصبح 750 مليون ريال سعودي من خلال طرح 22,5 مليون سهم جديد للاكتتاب العام خلال الفترة من 11-06-2014م حتى 117-06-2014م، وتم إدراج شركة الحمادي للتنمية والاستثمار في تاريخ 17-09-1435هـ الموافق 15-07-2014م ضمن السوق المالية السعودية (تداول).

## الشركات التابعة
| اسم الشركة التابعة                    | نسبة الملكية | النشاط الرئيسي                                                     | مكان العمليات | مكان التأسيس             |
| ------------------------------------- | ------------ | ------------------------------------------------------------------ | ------------- | ------------------------ |
| شركة الخدمات الطبية المساندة المحدودة | 100.00%      | صيانة ونظافة وادارة المستشفيات والمختبرات والمراكز الطبية المتخصصة | الرياض        | المملكة العربية السعودية |
| شركة الخدمات الصيدلانية               | 100.00%      | تجارة الجملة والتجزئة في الاجهزة والمنتجات الطبية                  | الرياض        | المملكة العربية السعودية |

## ملف الأسهم
| رأس المال المصرح به (ريال سعودي) | عدد الأسهم المصدرة | رأس المال المدفوع (ريال سعودي) | القيمة الاسمية للسهم | القيمة المدفوعة للسهم |
| -------------------------------- | ------------------ | ------------------------------ | -------------------- | --------------------- |
| 1,200,000,000                    | 120,000,000        | 1,200,000,000                  | 10                   | 10                    |

تغيرات في راس المال
| تاريخ اعلان التوصية | نوع الإصدار | تاريخ الاستحقاق | رأس المال الجديد | رأس المال السابق |
| ------------------- | ----------- | --------------- | ---------------- | ---------------- |
| 2015-01-19          | منحة اسهم   | 2015-04-15      | 1,200,000,000    | 750,000,000      |